# 이기근
이기근(李基根, 1965년 8월 13일 ~ )은 대한민국의 전 축구 선수 및 지도자로 선수 시절 포지션은 공격수였다.

## 선수 경력
1983년 FIFA 세계 청소년 축구 선수권 대회 4강 신화의 주역으로 1987년 포항제철 아톰즈에서 프로 선수로 데뷔하여 이듬해인 1988 시즌과 4년 후인 1992 시즌에서 팀의 우승을 맛보았다. 그리고 1988 시즌과 1991 시즌에서 득점왕과 베스트 11을 거머쥐었고 이듬해인 1992 시즌에서는 어시스트상을 수상하기도 했다. 그리고 1992년 11월 28일 열린 드래프트에서 전북 버팔로 1순위로 지명한 황선홍의 지명권을 포항에 넘겨주는 대신 이흥실 등과 함께 전북 버팔로의 유니폼을 입었으나 재정난 때문에 리그 참가가 어려워지자 1993년 4월 9일 대우 로얄즈 유니폼을 입었고 이후 수원 삼성 블루윙즈를 거쳐 1997 시즌 종료 후 은퇴했다.

## 수상

### 선수
포항제철 아톰즈
- K리그 우승 2회 : 1988, 1992

### 개인
- K리그 득점상 (2회): 1988, 1991
- K리그 컵 도움상 (1회): 1992
- K리그 베스트 11 (2회) : 1988, 1991